# St. Johannes der Täufer (Aspertsham)

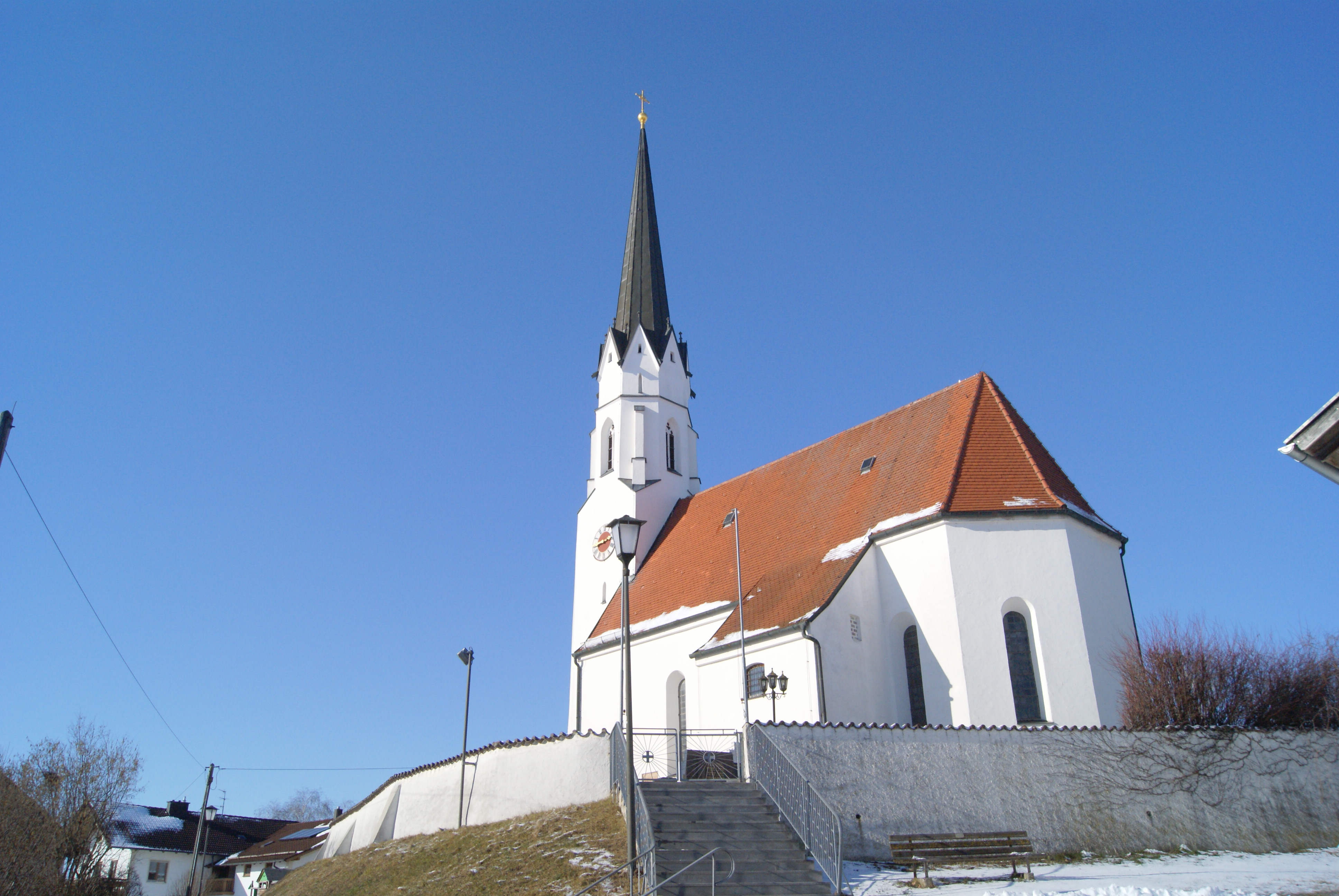
St. Johannes der Täufer in Aspertsham

Die römisch-katholische Kuratiekirche St. Johannes der Täufer steht in Aspertsham, einem Gemeindeteil von Schönberg im Landkreis Mühldorf am Inn von Bayern. Das Bauwerk ist unter der Nr. D-1-83-143-4 eingetragen. Die Kirche gehört zum Erzbistum München und Freising.

## Beschreibung
Die Saalkirche wurde 1524 im Kern vollendet und 1873 umgestaltet. Sie besteht aus einem Langhaus mit drei Jochen, einem eingezogenen Chor mit einem Joch und Fünfachtelschluss im Osten, einer Sakristei an der Südwand des Chors und einem Kirchturm im Westen, der 1873 mit einem achteckigen Geschoss aufgestockt, das den Glockenstuhl beherbergt und mit einem spitzen Helm bedeckt wurde. Der um 1700 aufgestellte Hochaltar mit einer geschnitzten Nachbildung des Gnadenbildes Mariahilf wird von den Statuen des Johannes des Täufers und des Evangelist Johannes flankiert.
Die Orgel wurde 1986 als Opus 82 von Rudolf Kubak gebaut.